# Game Jolt
Game Jolt (GJ) é um serviço de hospedagem de videogames gratuitos e comerciais no navegador e em um cliente para download com funções sociais. Co-fundado por Yaprak e David DeCarmine, o site inicial foi lançado em 1 de janeiro de 2004, e foi criado por David DeCarmine.

## História

### 2003-2007
O desenvolvimento do Game Jolt começou em 2002 como holo-mundo, que foi renomeado para Game Jolt em 2003. O site foi lançado publicamente em 29 de julho de 2004 e incluía um sistema de contas públicas, fóruns, chatroom e jogos, carregados com a permissão dos respectivos criadores. Em 2007, o site foi retirado do ar devido à inatividade.

### 2008 - presente
Em dezembro de 2008, David lançou uma segunda versão do site com o Game Jolt se tornando um portal de jogos. O site foi totalmente redesenhado e introduziu um sistema de envio automatizado de jogos para download, bem como jogos em Flash, Unity e Java.
A participação na receita de anúncios foi lançada publicamente em setembro de 2009 de seu beta fechado, que deu aos usuários uma participação de 30% na receita de publicidade em suas páginas de jogos, perfis e postagens de blog.
O site teve muito spam automatizado de meados de 2011 ao início de 2012, o que resultou na inatividade da comunidade e de seu proprietário.
A API Game Jolt saiu de seu beta de três anos em julho de 2012, permitindo que os jogos se integrassem ao site.
Game Jolt começou a aceitar jogos HTML5 baseados em navegador para upload em fevereiro de 2013.
David DeCarmine anunciou em 8 de agosto que estava trabalhando em tempo integral no desenvolvimento do Game Jolt, deixando seu emprego na Zulily no processo.
Indie Statik, agora extinto agregador de notícias e blog relacionados a jogos indie, anunciou sua 'parceria' com Game Jolt em outubro de 2013. Isso trouxe um fluxo de artigos na página inicial e artigos de jogos hospedados por Game Jolt aparecer no perfil do referido jogo, com um portal de jogos reunido por Indie Statik e servido por Game Jolt planejado, mas nunca se concretizou.
Game Jolt Jams lançado no início de 2014 como um serviço que permite aos usuários criar seus próprios Game jams integrados ao site principal.
Uma versão beta de uma nova reforma do site foi tornada pública em junho de 2015 e lançada no final daquele mês, com o Game Jolt anunciando um design responsivo, curadoria automatizada para jogos e artigos de notícias de jogos que avalia o quão recente um jogo foi carregado e quão popular ele é ("quente") e opções de filtragem nas listagens de jogos para plataforma, classificação de maturidade e status de desenvolvimento.
Em janeiro de 2016, o Game Jolt lançou o código-fonte do cliente e do frontend do site no GitHub sob licença do MIT.
Um mercado online foi anunciado em abril de 2016 e lançado no mês seguinte em maio, permitindo aos desenvolvedores vender seus jogos no site.

## API
Game Jolt é também uma interface de programação de aplicativo (geralmente conhecida como GJAPI ) permite que qualquer desenvolvedor use uma plataforma de desenvolvimento de jogos que suporte operações HTTP e MD5 ou SHA-1. Game Jolt anuncia que a API pode:
- Criar múltiplos "placares" que coletam pontuações altas de jogadores disponibilizados publicamente no perfil do jogo e dão às contas de usuário EXP[11]
- Prêmio de troféus de jogador que dá contas de usuário EXP[11]
- Armazene os dados do jogo nos servidores de dados do Game Jolt.[12]

## Competições
O Game Jolt já hospedou vários concursos oficiais de desenvolvimento de jogos com requisitos e recompensas variados. "Concursos" são diferenciados de "Jams". Um concurso no Game Jolt refere-se a uma competição em que os desenvolvedores têm um único tema que seu jogo deve seguir se entrarem na competição, e uma seleção de melhores jogos subjetiva ordenada é encontrada a partir de julgamento pela equipe ou, com as duas competições Indies VSs recentes, votação da comunidade. Uma jam, entretanto, não tem requisitos e apenas um tema opcional, que pode ou não ser julgado, mas sem prêmios para os vencedores.

### Jems
Jams acontecem no fim de semana. Ao contrário dos concursos, não há um tema - apenas trabalhe em novos jogos ou WIPs. Os desenvolvedores são incentivados a transmitir ao vivo , postar capturas de tela e tweetar sobre o que quer que estejam desenvolvendo, sem que vencedores sejam produzidos no final.